# Leocare
Leocare (/lɛɔkɛʁ/) est une société française de courtage en assurance fondée en 2017 et spécialisé dans l’assurance de biens destinée aux particuliers. Elle est membre de la French Tech 120.

## Historique
À l'été 2017, Christophe Dandois et Noureddine Bekrar fondent Leocare à Cesson-Sévigné en Ille-et-Vilaine,. Le lancement commercial débute en juin 2018 autour de l'assurance habitation et automobile, après une version bêta expérimentée depuis la fin 2017,.
En 2020, la société bénéficie de la numérisation de l'économie, suite aux confinements liés à la pandémie de Covid-19,.
En novembre 2021, elle s'étend en Espagne, et souhaite s'introduire dans d'autres pays européens,,. Elle compte, alors, 60 000 clients (contre 20 000 clients en début d'année),,.
En février 2022, la start-up entre dans le programme de la French Tech 120 (FT120),, sa sélection est renouvelée pour l'année 2023, puis 2024. Elle comptabilise 160 000 clients, en août 2023.

## Modèle économique

### Produits
La société de courtage en assurance commercialise des produits d’assurance auto, habitation, moto et smartphone ; elle distribue et gère la relation client,,. Elle permet également à un réseau de courtiers de commercialiser ses produits (via Wakam),. Pour ce faire, elle est inscrite à l'Organisme pour le registre unique des intermédiaires en assurance, banque et finance.
L’entreprise lance ClaimCare, un service facilitant les déclarations de sinistres, et TakeCare, un service de prévention routière permettant d'être informé des zones à risque sur la route,,.

### Produits commercialisés
Elle commercialise les produits d'Allianz,, Axa, Europ Assistance,, et Generali,.

### Levées de fond et actionnariat
En 2017, la société de courtage en assurance leve 1,3 million d'euros (auprès de business-angels, d’un fonds d’investissement et de Bpifrance) ; puis 5 millions d'euros en 2018,.
En 2019, elle ouvre son capital au grand public et lève 213 000 euros auprès de 250 investisseurs,.
En janvier 2021, Leocare lève 20 millions d'euros (dont 15 millions en capitaux propres) auprès de Felix Capital, Ventech et Daphni,. Quelques mois plus tard, en novembre 2021, elle réalise une seconde levée de fonds d'un montant de 110 millions de dollars auprès du fonds Eight Roads et des trois précédents investisseurs,,. Cette levée de fonds a pour objectif d'améliorer l'expérience de ses clients et d'accroitre la visibilité de la marque.